# Schronisko Cyrla
Schronisko Cyrla – prywatne schronisko (oficjalnie Chata Górska Cyrla) położone w Beskidzie Sądeckim, w paśmie Jaworzyny na wysokości 844 m n.p.m. Nazwa wzięła się od przysiółka Rytra – Cyrli. Najbliższym szczytem jest Makowica (948 m n.p.m.) – schronisko leży na polanie Cyrla, na jego południowym zboczu.
Początki schroniska to rok 1999 – w zrujnowanym gospodarstwie utworzono punkt gastronomiczny. Oficjalna data rozpoczęcia działalności w obecnej formie to 2001.
Schronisko prowadzą dawni gospodarze schroniska na Hali Łabowskiej. Schronisko dysponuje miejscami noclegowymi dla maksymalnie 35 osób, przy głównym obiekcie znajduje się również pole namiotowe, budynki gospodarcze oraz miejsce na ognisko.

## Szlaki turystyczne
Główny Szlak Beskidzki
- z Rytra (1:30 h↑, 1:15 h↓)
- do schroniska na Hali Łabowskiej (2:25 h↑, 2:15 h↓)

  (szlak gminny) – do  Życzanowa PKS 1:45 h

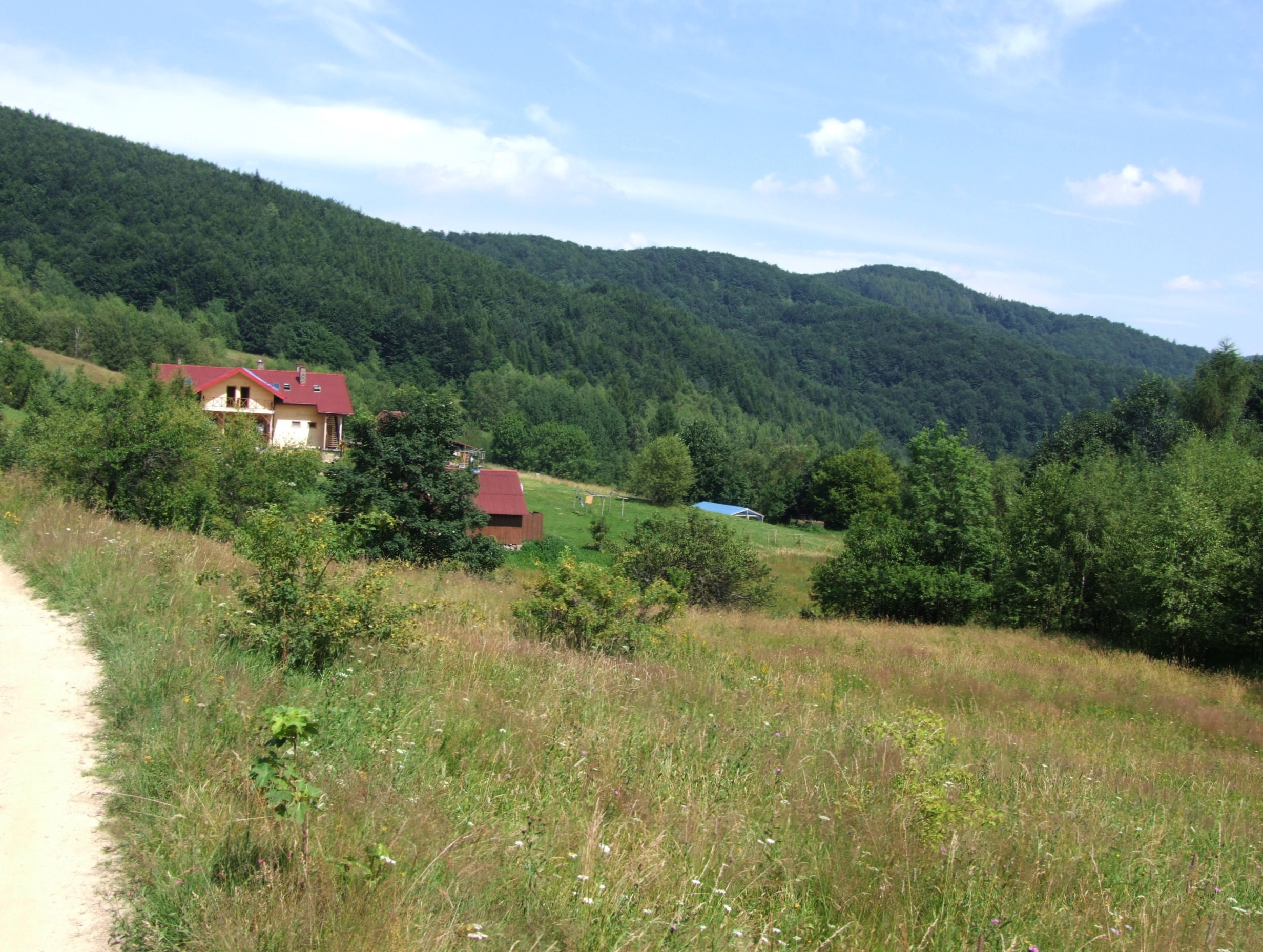
Polana Cyrla i Chata Górska Cyrla

Po ok. 20 minutach rozpoczynają bieg dwa inne szlaki:
 do Nowego Sącza
 do wsi Barcice